# R550 Magic
Il Matra R.550 Magic è un missile aria-aria da combattimento aereo manovrato. Dopo che la Francia si era ritrovata dipendente dagli USA nelle forniture per i missili a corto raggio, divenne importante per l'industria francese proporre anche armi nazionali per la propria linea di caccia Mirage. Lo sviluppo terminò alla fine degli anni sessanta, con il primo lancio nel 1972. Nel 1975 iniziò la produzione per le esigenze nazionali ma anche per la clientela estera, che acquistò in massa tale nuovo prodotto. D'altra parte la mancanza di missili pienamente adatti (i primi modelli di AIM-9 erano ancora armi standard) aiutò nelle vendite di tali ordigni.
La struttura dell'arma è data da un lungo fuso metallico, con quattro alette di stabilizzazione in coda e due serie di alette di controllo nel muso in configurazione canard. Il diametro dell'arma è molto maggiore di quella del Sidewinder, ma non vi è differenza nel peso della testata e del missile in generale. Il sistema di guida ha un sensore IR di tipo assai avanzato, con spolette di prossimità e impatto, che attivano una testata da 12,5 kg (6 di esplosivo).
Le capacità di manovra sono eccellenti: 50 g. di accelerazione massima (tenibili per pochi istanti, prima di terminare l'energia di manovra), gittata minima teorica 300 metri, lanciabilità da aerei da oltre 1300 km/h e in manovra a 6 g. La quota massima 'ufficiale' è di 18.000 metri.
Oltre 7.000 missili sono stati prodotti prima che nella metà degli anni ottanta partisse un programma per il successivo Magic Mk.2, suo ulteriore sviluppo. Se il missile precedente aveva una capacità paragonabile a quella del Sidewinder J, adesso l'obiettivo era un'arma 'all aspect', teoricamente capaci di eseguire il lancio anche in attacchi frontali, ovvero con una capacità di 360 gradi. Il precedente Mk.1 era abile a fare lo stesso solo in un cono di 140 gradi nel settore posteriore (ovvero 20 gradi dietro la linea perpendicolare all'asse della macchina).
Il Magic Mk.2 è capace di lanciarsi all'attacco in ogni assetto, grazie un motore più potente (gittata circa 15 km massimi) per un migliore inviluppo delle prestazioni complessive. Il lancio è stato eseguito in condizioni di prova persino a 1500 km/h e 8,6 g di manovra (da parte dei Mirage 2000). Se si considera che la maggior parte delle manovre in un combattimento missilistico eccedono al massimo i 5 g, e che la robustezza strutturale delle moderne macchine da combattimento è garantita non oltre i 9 g (alcuni anche meno), si può capire cosa questi dati significhino in termini operativi. Il successo commerciale non ha tardato ad arrivare e migliaia di missili Mk.2, a partire dai tardi anni ottanta hanno cominciato a venire fornite alle forze armate di numerose nazioni, generalmente utenti dei Mirage 2000, ma non sono mancate eccezioni come la Romania (per i MiG-21).
In combattimento, il Magic venne usato più o meno simultaneamente per la prima volta dagli argentini alle Falklands e dagli iracheni nella guerra contro l'Iran. Nel primo caso i missili, lanciati troppo oltre il loro inviluppo di volo utile, fallirono tutti i bersagli (non ne vennero lanciati molti, comunque, visto che gli argentini evitarono quasi sempre, dopo i primi dolorosi risultati, di battersi con i Sea Harrier), mentre nel secondo caso, lanciati da Mirage F.1 e forse da MiG-21, essi ottennero vari successi ai danni degli iraniani. Di sicuro si dimostrarono molto migliori dei vecchi Atoll sovietici, troppo sensibili alle brusche manovre e al calore del deserto durante gli scontri a bassa quota (andarono molto meglio in Vietnam).